# Cybercinétose
 Mise en garde médicale
La cybercinétose (aussi appelée cybermalaise, mal du virtuel ou mal du simulateur) est un malaise cinétosique qui se manifeste lors d'une exposition courte ou prolongée à un environnement virtuel. Ses symptômes les plus courants sont les maux de tête, les nausées, les vomissements, la pâleur, la transpiration, la fatigue, la somnolence, la désorientation et l'apathie.